# Boemund I. von Warsberg

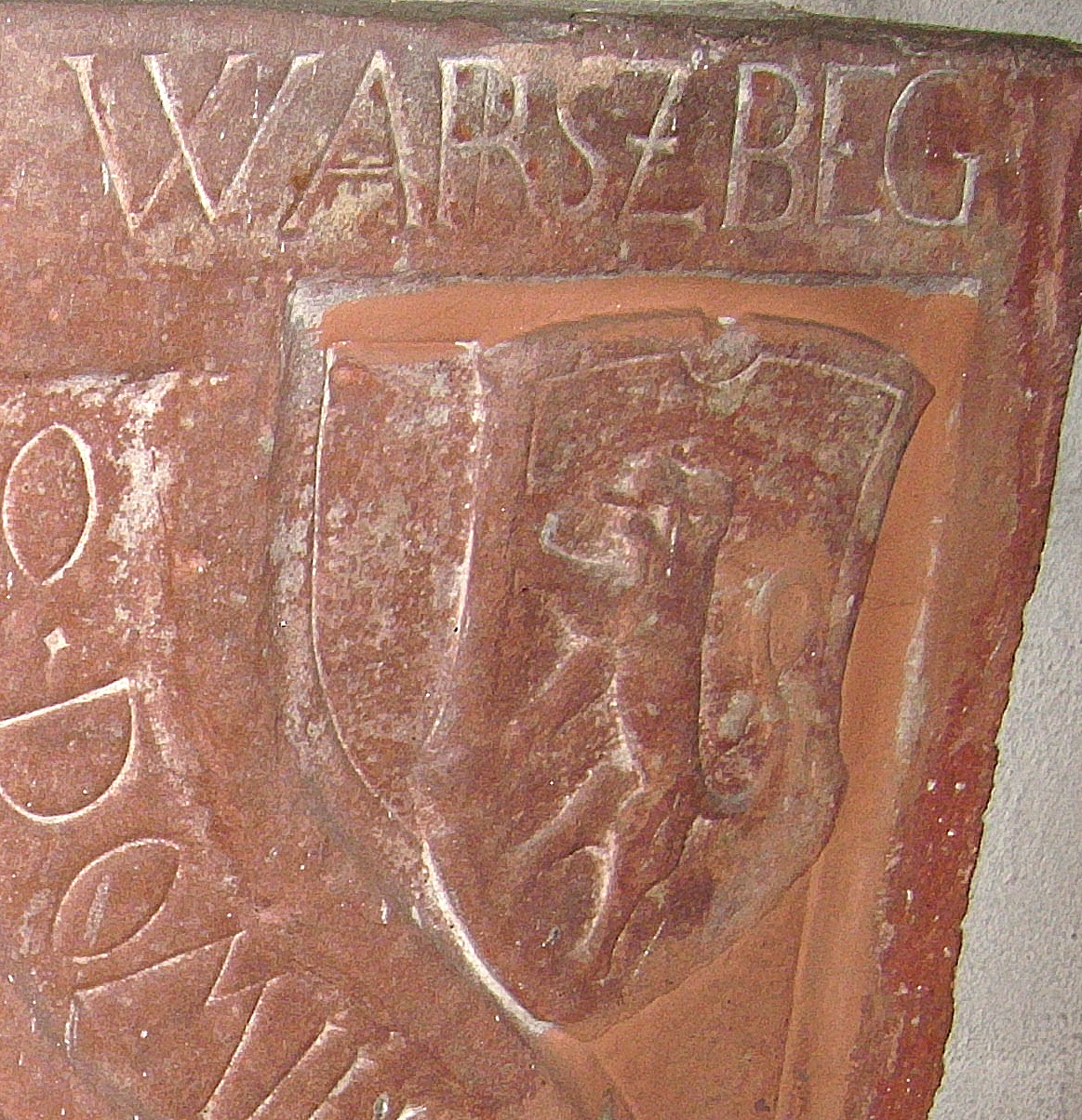
Wappen der Adelsfamilie von Warsberg, von Epitaph in der Pfarrkirche St. Ulrich, Deidesheim

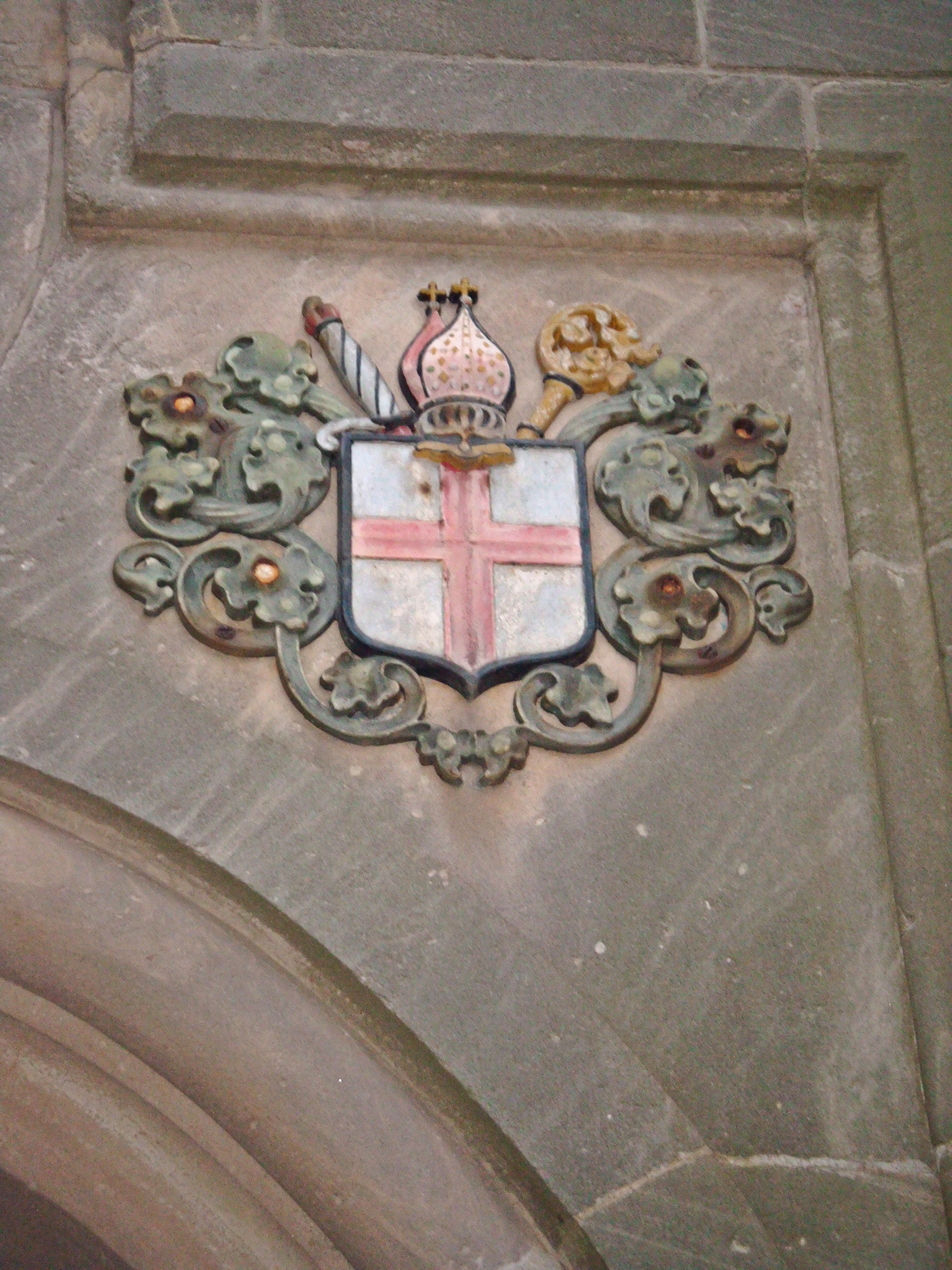
Wappen an der Göllheimer Königskreuzkapelle zur Erinnerung an Erzbischof Boemund I. von Warsberg

Boemund I. von Warsberg, auch Bohemond von Warnesberg, (* unbekannt; † 9. Dezember 1299 in Trier) war von 1286 bis 1299 als Boemund I. Erzbischof und Kurfürst von Trier.

## Leben und Karriere
Früher schon zu hohen geistlichen Würden in der Trierer und Metzer Kirche gelangt, wurde er nach dem Tode Heinrichs von Finstingen in Zwiespalt gewählt und vom Papst Nikolaus IV. erst nach drei Jahren (6. März 1289) in Rom bestätigt, nachdem zwei seiner Mitbewerber gestorben waren und der dritte, Gerhard II. von Eppstein, die Mainzer Mitra erhalten hatte.
Er war ein leutseliger, geschäftskundiger, für das Wohl seiner geistlichen wie weltlichen Untergebenen sehr besorgter Herr. Bei den Königen und Fürsten des Reiches stand er in hohem Ansehen, aber den ihm schon bei der Wahl feindlich gegenüberstehenden Teil des Domkapitels vermochte er nicht immer zum Gehorsam zu zwingen. Als der Papst zwei tüchtige bürgerliche Geistliche, den nachmals so mächtigen Peter von Aspelt und Johannes Gylet, zu Domkapitularen ernannte, und der Erzbischof sie gütig aufnahm, widersetzte sich diese Gegenpartei, weil sie nicht erlauchten Geschlechtes seien; selbst das über die Domkirche ausgesprochene Interdikt brach ihren Widerstand nicht. Den Wunsch des greisen Königs Rudolf, noch zeitlebens seinen Sohn Albrecht als Nachfolger anerkannt zu sehen, war er, abweichend von der Überzahl der Fürsten, zu erfüllen bereit. Nach dem Tode Rudolfs ließ er sich durch Siegfried von Köln und Gerhard von Mainz bestimmen, dem letzteren seine Wahlstimme zu übertragen. 
Als Gerhard den Grafen Adolf von Nassau zum König erklärt hatte, hielt er sich treu zu diesem, war auf den Reichstagen und als Machtbote desselben in Flandern bei den englisch-französischen Friedensverhandlungen tätig, rüstete auch seine Kriegsmannen zum Beistande gegen Albrecht, beteiligte sich aber, da er den in der Schlacht bei Göllheim erfolgten Tod Adolfs vernommen, an der zweiten Wahl des österreichischen Herzogs, dem er zuletzt allein noch entgegengestanden hatte. Dem übermütigen Begehren des französischen Königs Philipp nach deutschem Reichsgebiet trat er noch auf dem Todesbett entgegen. Von allen drei gleichzeitigen Königen hat er mancherlei Gnade und Besitztum, von Albrecht namentlich die durch König Adolf verpfändete wichtige Reichsburg Cochem als erbliches Eigentum für seine Kirche erhalten. Er starb am 9. Dezember 1299 und wurde in dem von ihm besonders geliebten Kloster Himmerod beigesetzt.
An der Todesstelle des Königs Adolf von Nassau († 2. Juli 1298), in Göllheim, wurde das sogenannte Königskreuz errichtet, das als ältestes Flurkreuz der Pfalz gilt. Im 19. Jahrhundert hat man es zum Schutz mit einer Kapelle überbaut, die zur Erinnerung an Boemund I. von Warsberg, eine der Hauptstützen des unglücklichen Herrschers, auf der Frontseite ein Wappen der Trierer Kurfürsten trägt.  